# Frank Robinson (hokej na ledu)
Major Frank Robinson, hokejski funkcionar, predsednik NHA in vojak.
Bil je lastnik moštva Toronto Blueshirts in kasneje predsednik organizacije NHA, predhodnice današnje NHL. 

## Predsednik NHA
Leta 1911 je Robinson od Ambrosa O'Briena, ustanovitelja NHA, nabavil NHA-ligaško moštvo. V sezoni 1912/13 se je moštvo, Toronto Professional Hockey Club z vzdevkom Toronto Blueshirts, prvič pojavilo na ledu. Leta 1913 je Robinson polovico moštva prodal Percyju Quinnu, ki je deloval tudi kot direktor moštva. V sezoni 1913/14 je klub osvojil NHA prvenstvo in Stanleyev pokal. Leta 1916 sta Robinson in Quinn klub prodala Eddieju Livingstonu, lastniku moštva Toronto Ontarios/Shamrocks. 
Po odstopu Emmetta Quinna s položaja predsednika NHA so oktobra 1916 za novega predsednika izvolili Robinsona. Na tem položaju je deloval le eno leto. Sredi mandata so spori med lastniki NHA moštvo iz Toronta pripeljali do izločitve kluba in igralcev, ki so jih do tedaj že prevzela druga moštva. Robinson je potezam lastnikov nasprotoval in je ponudil svoj odstop zaradi neučinkovitosti njegovega položaja. 
| Predhodnik: Emmett Quinn | Predsednik NHA 1916-1917 | Naslednik: Frank Calder |